# Xhafer Deva
Xhafer Ibrahim Deva (ur. 21 lutego 1904 w Kosowskiej Mitrowicy, zm. 25 maja 1978 w Palo Alto w stanie Kalifornia) – albański polityk i działacz narodowy, minister spraw wewnętrznych w kolaboracyjnym rządzie albańskim w latach 1943–1944, przywódca Drugiej Ligi Prizreńskiej w latach 1944–1945.

## Życiorys
Był jednym z siedmiu synów kupca Ibrahima Devy i Esmy z d. Osmani. Uczył się początkowo w Mitrowicy i w Salonikach, a następnie wyjechał na studia do Stambułu i Wiedniu. Po studiach pracował w banku w Aleksandrii, ale porzucił pracę z powodu choroby i wyjechał do Wiednia, gdzie uzyskał dyplom inżyniera. W 1933 roku przyjechał do Mitrowicy i do 1941 roku zajmował się działalnością handlową.
Prawdopodobnie podjął współpracę z niemiecką Abwehrą w Belgradzie, jeszcze przed inwazją w kwietniu 1941. Po zajęciu Jugosławii przez wojska niemieckie w kwietniu 1941 roku, powrócił do Kosowa, gdzie stanął na czele lokalnej administracji, działającej w Mitrovicy, w niemieckiej strefie okupacyjnej.
Pod koniec 1943 roku wraz z Bedrim Pejanim współtworzył Drugą Ligę Prizreńską, na czele której stanął pod koniec 1944 roku. Od października/listopada 1943 r. do czerwca 1944 r. pełnił funkcję ministra spraw wewnętrznych w rządzie albańskim, kierowanym przez Rexhepa Beja Mitrovicę. Z tego tytułu stał na czele połączonej Albańskiej Żandarmerii. Silnie zaangażował się w werbunek Albańczyków do nowo formowanej 21 Dywizji Górskiej SS „Skanderbeg”. Nadzorował też deportację albańskich Żydów do obozów koncentracyjnych. Pomimo tego Niemcy oskarżyli go o uwalnianie schwytanych komunistów za pieniądze. Pod koniec wojny X. Deva ewakuował się do Chorwacji, a w grudniu 1944 roku dotarł do Wiednia. Następnie przeniósł się do Egiptu, a później do Stanów Zjednoczonych.
W 1966 roku należał do grona organizatorów odtwarzanej na emigracji Drugiej Ligi Prizreńskiej (Lidhja e Dytё e Prizrenit), propagującej hasło wyzwolenia ziem należących do Jugosławii, a zamieszkanych przez Albańczyków.